# Akkordolia

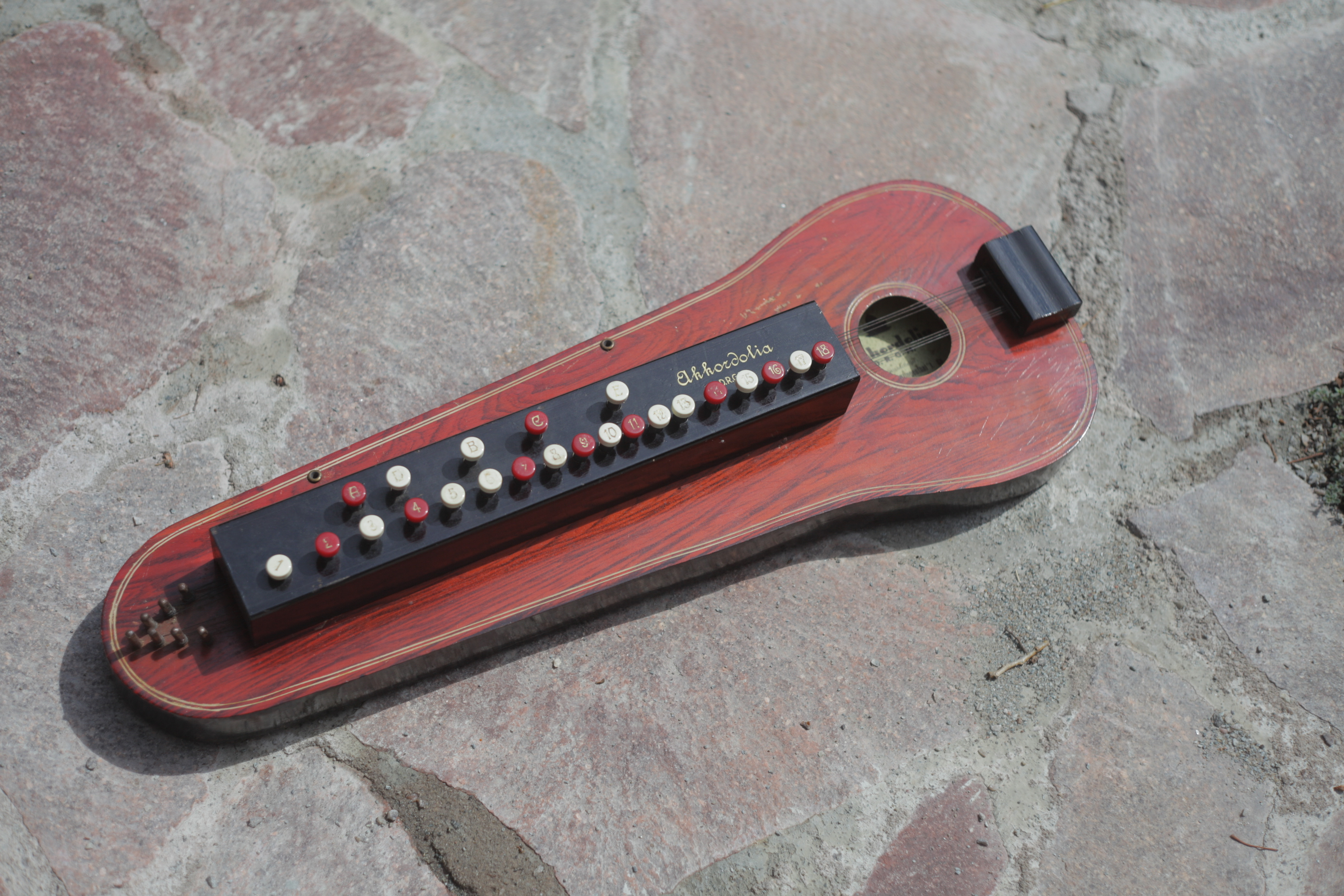
Akkordolia

De akkordolia is een muziekinstrument  uit uit Duitsland en Oostenrijk.
Het behoort tot de citers en bestaat uit een lange doos. De snaren worden van bovenaf tegen de toets gedrukt door knoppen in te drukken, vergelijkbaar met de Japanse taishogoto. Een rij knoppen verandert de melodie en de andere rij knoppen kan het akkoord veranderen.
Het instrument is uitgevonden rond het begin van de 20e eeuw door Otto Teller uit het Duitse Klingenthal en werd daar lokaal geproduceerd door handwerkslieden.

## Handboek
Hieronder staan afbeeldingen uit een klassiek akkordoliahandboek.
| Voorpagina |  | Steminstructies |
| Voorpagina |  | Steminstructies |